# 神舟十四号
神舟十四号（简称神十四）是中国“神舟”系列飞船的第十四次任务，也是中国载人航天工程的第九次载人飞行任务与中国空间站建造阶段的首次载人飞行任务，于2022年6月5日10时44分7秒于酒泉卫星发射中心发射，任务持续约182天，同年12月4日返回地球。神舟十四号飞行乘组由陈冬、刘洋和蔡旭哲三人组成。
任务开始之时，神舟十四号搭载了三名航天员进驻天宫空间站天和核心舱，与天舟三号和天舟四号一同形成组合体。根据计划，神舟十四号乘组将在轨驻留6个月。任务期间，问天实验舱、梦天实验舱先后于7月和10月发射，并与天和核心舱对接、转位，乘组迎接并进驻问天实验舱和梦天实验舱，共计划实施5次交会对接、3次分离撤离、2次转位、3次出舱。从神舟十四号任务开始，天宫空间站将维持长期有人驻留状态。2022年11月30日，神舟十五号飞船与天宫空间站完成对接，实现两艘飞船同时停靠的构型，随后乘组进行了首次在轨轮换，共同驻留了4.25天。2022年12月4日，神舟十四号返回地球，任务结束。
神舟十四号任务开创了诸多先例。包括中国空间站首次迎接实验舱对接、实施转位，首次在有人条件下迎接货运飞船、载人飞船到访，并实现载人任务在轨交接。神舟十四号乘组也是首个完全由第二批航天员组成的乘组。

## 背景
随着神舟十三号任务在2022年4月顺利完成，为期约1年的空间站关键技术验证阶段正式结束。在完成评估后，天宫空间站以2022年5月10日升空对接的天舟四号任务为起点，进入空间站建造阶段。作为空间站建造阶段的首次载人任务，神舟十四号乘组将在轨驻留6个月，并负责两个实验舱的组装工作。
神舟十四号乘组由三名第二批航天员组成，分别是陈冬（指令长）、刘洋和蔡旭哲。这是首次由第二批航天员担任指令长的飞行任务，也是首次没有第一批航天员参加的飞行任务。其中陈冬曾在6年前执行过神舟十一号任务，刘洋曾在10年前执行过神舟九号任务，蔡旭哲则是首次“飞天”。神舟十四号与空间站关键技术与验证阶段和建造阶段的其他3次飞行任务——神舟十二号至神舟十五号的乘组一同在2019年12月选拔完成，各任务采取“滚动备份”，前次任务的备份乘组即是下次任务的飞行乘组。
神舟十四号飞船部分採用了航天510所研製的現代設備，加入舱门快速检漏仪、LED仪表与照明分系统等，並將通信天线全面使用電子控制，性能優於俄製進口零組件。

## 任务时间轴
- 2019年12月，神舟十四号航天员乘组确定为陈冬、刘洋、蔡旭哲3名航天员，但并未对公众公布[7]。本次乘组人员均为中国第二批航天员。
- 2021年8月中旬，长征二号F遥十四火箭进厂[8]。
- 2021年10月16日，长征二号F遥十三火箭发射，长征二号F遥十四火箭完成准备工作，进入应急救援值班状态；神舟十四号载人飞船完成准备，具备快速发射和应急救援能力。
- 2022年5月29日，神舟十四号载人飞船与长征二号F遥十四运载火箭组合体转运至发射区[9]。
- 2022年6月4日，神舟十四号航天员乘组正式对外公布为原定的3名航天员陈冬、刘洋、蔡旭哲。[2]
- 2022年6月5日10时44分7秒，陈冬、刘洋、蔡旭哲乘坐的神舟十四号载人飞船在酒泉卫星发射中心由长征二号F遥十四运载火箭发射。约577秒后，神舟十四号载人飞船与火箭成功分离，进入预定轨道，飞行乘组状态良好，发射取得成功[10]。本次发射任务代号为“TGZR3/SZ-14”。
- 2022年6月5日17时42分，神舟十四号采用自主快速交会对接模式成功对接于天和核心舱節點舱徑向对接口，与此前已对接的天舟三号和天舟四号货运飞船一起构成四舱（船）组合体，整个交会对接过程历时约7小时。[11]20时50分，神舟十四号乘组进驻天和核心舱[12]。
- 2022年7月25日10时03分，神舟十四号航天员乘组开启问天实验舱舱门并进入问天实验舱，这是中国航天员首次在轨进入空间站的附加舱段[13]。
- 2022年9月1日下午，神舟十四号航天员进行空间站首次出舱活动，由陈冬、刘洋执行舱外任务，蔡旭哲留守舱内配合操作指挥[14]。
- 2022年9月6日，神舟十四号航天员与非洲8国的青少年进行“天宫对话”活动[15]。
- 2022年9月17日下午，神舟十四号航天员进行空间站第二次出舱活动，由陈冬、蔡旭哲执行舱外任务，刘洋留守舱内配合操作指挥[16]。
- 2022年10月12日16时01分，神舟十四号乘组进行空间站的第三次太空授课活动，这是中国航天员首次在问天实验舱内进行授课[17]。
- 2022年11月3日15时12分，神舟十四号乘组进入梦天实验舱。
- 2022年11月13日15时03分，神舟十四号乘组进入天舟五号货运飞船[18]，这是中国航天员首次在空间站迎接货运飞船来访[19]。
- 2022年11月17日上午，神舟十四号航天员进行空间站第三次出舱活动，由陈冬、蔡旭哲执行舱外任务，刘洋留守舱内配合操作指挥[20]。
- 2022年11月30日5时42分，神舟十五号与天宫空间站完成自主快速交会对接[21]。7时33分，神舟十五号乘组打开神舟飞船轨道舱前舱门，神舟十四号航天员乘组打开天和核心舱舱门，两个航天员乘组首次实现“太空会师”[22]。这是中国航天员首次在轨轮换，中国空间站达到6人最大容量。
- 2022年12月2日晚，神舟十五号乘组与神舟十四号乘组在天宫空间站内进行交接仪式，两个乘组移交空间站钥匙。中国空间站正式开启长期有人驻留模式。[23]
- 2022年12月4日11时01分，神舟十四号载人飞船与空间站组合体分离[24]。19时20分，轨道舱与返回舱成功分离。此后，飞船返回制动发动机点火，返回舱与推进舱分离。20时09分，返回舱在極為寒冷的东风着陆场進行首次冬季夜間高難度着陆，返回舱落地时呈水平状态。随后现场医监医保人员确认航天员陈冬、刘洋、蔡旭哲身体状态良好[25]。
- 2022年12月5日凌晨3时25分，神舟十四号航天员乘组乘坐任务飞机（B-4090）抵达北京西郊机场，3名航天员随即进入医学隔离期。
- 2023年2月17日，神舟十四号航天员乘组参加了记者见面会，三人恢复情况良好，之后转入正常训练工作。[26]

#### 神十四舱外活动列表
| 航天任务         | 航天员                    | 开始时间             | 结束时间             | 时间长度    | 工作内容 |
| ---------------- | ------------------------- | -------------------- | -------------------- | ----------- | --- |
| 神舟十四号 第1次 | 陈冬, 第1次 刘洋, 第1次   | 2022年9月1日 18:26   | 2022年9月2日 00:33   | 6小時7分钟  | 問天艙擴展泵組安裝、問天艙全景相機抬升、艙外自主應急返回驗證等                                                              |
| 神舟十四号 第2次 | 陈冬, 第2次 蔡旭哲, 第1次 | 2022年9月17日 13:35  | 2022年9月17日 17:47  | 4小时12分钟 | 舱外助力手柄安装、载荷回路扩展泵组安装、舱外救援验证等                                                                      |
| 神舟十四号 第3次 | 陈冬, 第3次 蔡旭哲, 第2次 | 2022年11月17日 11:16 | 2022年11月17日 16:50 | 5小时34分钟 | 天和核心舱与问天实验舱舱间连接装置、天和核心舱与梦天实验舱舱间连接装置安装、问天实验舱全景相机A抬升和小机械臂助力手柄安装等 |

## 航天员
| 姓名   | 年龄 | 职责   | 飞行次数 | 飞行时间         | 轨道数 |
| ------ | ---- | ------ | -------- | ---------------- | ------ |
| 陈冬   | 43岁 | 指令长 | 1        | 32天6小时29分钟  | 516圈  |
| 刘洋   | 43岁 |        | 1        | 12天15小时25分钟 | 202圈  |
| 蔡旭哲 | 46岁 |        | 0        | －               | －     |

## 外部連結
- 中国航天科技集团 神舟十四号载人飞行任务融媒体报道专题 （页面存档备份，存于）
- 维基共享资源上的相關多媒體資源：神舟十四号